# Akira Kushida
Akira Kushida (串田 アキラ Kushida Akira?,  nacido el 17 de octubre de 1948) es un cantante japonés de pop japonés, conocido por sus canciones para series de tokusatsu como Jiban, Sharivan, etc.

## Composiciones
Entre las series para las que ha compuesto temas se incluyen:
- Hyakujuu Sentai Gaoranger - A Lone Wolf
- Taiyō Sentai Sun Vulcan
- Kinnikuman
- Uchuu Keiji Gavan
- Uchuu Keiji Sharivan
- Uchuu Keiji Shaider
- Kyojuu Tokusou Jaspion
- Sekai Ninja Sen Jiraiya
- Kidou Keiji Jiban
- Bakuryū Sentai Abaranger
- Juushi Sentai France Five
- Lion Maru G
- Toriko - Guts Guts.
- Toriko 2 - goushoku my way.
- Dragon Ball Super - Kyūkyoku no Battle
- Kamen Rider OOO